# Argostemma maquilingense
Argostemma maquilingense är en måreväxtart som beskrevs av Adolph Daniel Edward Elmer. Argostemma maquilingense ingår i släktet Argostemma och familjen måreväxter. Inga underarter finns listade i Catalogue of Life.